# Cheval fiscal
Cheval fiscal (französisch, wörtlich übersetzt „steuerliches Pferd“, Abkürzung CV oder cv, Plural chevaux fiscaux) ist in Frankreich, Belgien, Spanien (caballo fiscal oder potencia fiscal), Italien (cavalli fiscali (CF) oder potenza fiscale) und Griechenland (φορολογήσιμοι ίπποι) eine Kennzahl zur Festlegung der Kraftfahrzeugsteuer. Die Berechnung des CV in Frankreich erfolgt seit 2020 nach einer Formel, die die Motorleistung berücksichtigt. Für die Festsetzung der Kraftfahrzeugsteuer werden jedoch auch die Emissionen maßgeblich berücksichtigt. CV ist vergleichbar mit der in Deutschland obsoleten Bezeichnung Steuer-PS.
Die CV werden häufig mit der Maßeinheit cheval-vapeur (wörtlich übersetzt „Dampf-Pferd“, Abk. ch, pl. chevaux-vapeur) verwechselt, die gleich der deutschen Pferdestärke ist. Auch umgangssprachlich wird beides gleichlautend abgekürzt als chevaux.
Früher floss die CV-Anzahl in die Namensgebung von Automodellen ein, so zum Beispiel bei den Citroën 2CV, 7CV, 11CV, 15CV (Traction Avant) oder beim Renault 4CV.
In Belgien werden die CV nicht nach einer Formel berechnet, sondern sind in einer Tabelle festgelegt und berücksichtigen ausschließlich den Hubraum.

## CV und HP
Die Abkürzungen CV und HP (=horse-power) wurden in Frankreich in den ersten Jahrzehnten des 20. Jahrhunderts synonym gebraucht. Dies bestätigt ein Artikel aus dem Jahr 1922, dessen wesentlicher Inhalt sich wie folgt zusammenfassen lässt: CV und HP seien in der Vergangenheit immer synonym verwendet worden. Man möge aber bitte in Zukunft nur noch die französische Bezeichnung „CV“ verwenden, da es sich nicht um Synonyme handle: 1 CV sei 75 Kilopondmeter pro Sekunde, 1 (engl.) HP indessen 75,9 Kilopondmeter/Sek. Infolgedessen seien beide Begriffe nicht identisch. In der Folgezeit begann dann im französischen Sprachgebiet in der Tat sich das Kürzel CV gegenüber HP durchzusetzen, dieser Prozess des Durchsetzens dauerte bis etwa 1930, ab diesem Zeitpunkt wurde in Frankreich allgemein nur noch das Kürzel CV verwendet.

## Gründe für die Einführung der Besteuerung nach CV
In Frankreich gab es vor Erfindung des Automobils schon eine Kutschensteuer. Diese besteuerte je nach Anzahl der Pferde im Gespann. Als das Kraftfahrzeug aufkam, sollte auch dieses entsprechend besteuert werden. Man schuf daher eine Formel, mit der aus verschiedenen Faktoren vergleichbare Werte für Kraftfahrzeuge errechnet werden konnten. Die Formel wurde in der Folgezeit immer wieder angepasst, wobei besondere jeweils zeitgemäße Aspekte berücksichtigt wurden, so z. B. in neuerer Zeit das Abgasverhalten.

## Entwicklung der CV fiscaux in Frankreich

### 1899/1901
Ab etwa 1899 (genauer geregelt 1901) musste jedes in Frankreich in Verkehr kommende Kraftfahrzeug zunächst eine Zulassung zum Straßenverkehr erhalten. Eine derartige Zulassung, in Deutschland als „Allgemeine Betriebserlaubnis“ bekannt, erfolgt(e) in Frankreich durch den „inspecteur des mines“, einer Dienststelle der französischen Bergbehörden für technische Prüfungen und Fahrzeugzulassungen (Législation des voitures). Um die Betriebserlaubnis zu erlangen, musste der Hersteller des Kraftfahrzeuges im Zulassungsantrag zahlreiche Angaben zu Sitzplätzen, Motor, Antriebsübersetzungen etc. machen, sodass der Staat Daten hatte, aufgrund deren er eine Steuer der Höhe nach festsetzen konnte.

### 1902
Als Besteuerungsgrundlage wählte man 1902 die Anzahl der Zylinder und die Zylinderbohrung und legte die Steuer-PS (CV fiscaux) wie folgt fest:
| Anzahl   | Bohrung       | Chevaux |
| Zylinder | in cm         | fiscaux |
| -------- | ------------- | ------- |
| 1        | 10            | 6       |
| 1        | 12            | 9       |
| 2        | 8             | 6       |
| 2        | 8,5           | 7       |
| 2        | 9             | 8       |
| 2        | 10            | 11      |
| 4        | 6,2           | 6       |
| 4        | 6,5           | 7       |
| 4        | 7             | 9       |
| 4        | 7,5           | 11      |
| 4        | 8             | 12      |
| 4        | 8,5           | 14      |
| 4        | 9             | 16      |
| 4        | 9,5           | 19      |
| 4        | 10            | 21      |
| 4        | 10,6 und mehr | 25      |

### 1908
Das System von 1902 wurde in der Folgezeit schnell als ungerecht empfunden und führte, da lückenhaft, zu verschiedenen Auslegungen bei den Konstruktionsfirmen wie auch bei den Steuerbehörden. Infolgedessen wurde es in einem Rundschreiben (circulaire) vom 18. September 1908 abgelöst durch neue Vorschriften, danach waren die cevaux fiscaux nach folgender Formel zu berechnen:
Chevaux fiscaux = 0,044 × D × D × 7, hierbei bedeutet
0,044 : fester Koeffizient (ohne nähere Angabe oder Begründung)
D = Zylinderbohrung in cm
7: weiterer fester Koeffizient (ohne nähere Angabe oder Begründung)
Diese Formel sollte gelten für Vierzylinder-Viertakt-Otto-Motoren mit einer Bohrung zwischen 8 und 13,5 cm. Für andere Motoren, die diese Kriterien nicht erfüllten, sollte es dem zuständigen Ingenieur der Minen überlassen bleiben, durch Vergleich mit ähnlichen Fahrzeugen die CV fiscaux zu schätzen (!).

### 1913
Auch die 1908 eingeführte Berechnungsformel ließ den Inspekteuren der Minen einen zu großen Spielraum für willkürliche Entscheidungen. Eingeführt durch Circulaire vom 15. Dezember 1912, trat mit Wirkung zum 1. Januar 1913 eine neue Berechnungsformel in Kraft, die auch Zylinderzahl, Kolbenhub und die Umdrehungen berücksichtigte:
{\displaystyle CV=n\times D^{2}\times L\times \omega \times K}
- n ist die Anzahl Zylinder
- D ist die Bohrung in Zentimetern
- L ist der Hub in Zentimetern
- {\displaystyle \omega } sind die Umdrehungen pro Sekunde
- K ist ein Koeffizient für die Zylinderzahl (Einzylindermotor 0,00020 / Zweizylindermotor 0,00017 / Vierzylindermotor 0,00015 / Sechszylindermotor und Motoren mit mehr Zylindern 0,00013)

Mit dieser Berechnungsformel wurden die Motoren üblicherweise höher eingestuft als vorher. So galten z. B. bei Renault Vierzylindermotoren mit 3562 cm³ Hubraum (90 mm Bohrung, 140 mm Hub) bis 1912 als 14 CV (Renault Type CC) und ab 1913 als 16 CV (Renault Type DJ), und größere Vierzylindermotoren mit 8495 cm³ Hubraum (130 mm Bohrung, 160 mm Hub) waren bis 1912 als 35 CV (Renault Type CF) und ab 1913 als 45 CV (Renault Type DQ) eingestuft.

### 1920
Es wurden weitere Kriterien für die Besteuerung eingeführt, so spielte es in Zukunft eine Rolle, ob das Fahrzeug einen, zwei oder mehr als zwei Sitzplätze hatte, ebenso, ob der Motor mehr oder weniger als 12 CV fiscaux umfasste. Durch die neue Berechnungsmethode sank die Zahl der CV fiscaux, beispielsweise beim Berliet K von 16 auf 14 CV, beim Berliet BD von 8 auf 6 CV: Die Steuer-PS sanken also in der Regel um 2 CV. Bis 1925 bestanden besondere steuerliche Vorteile für Halter von Cyclecars.

### 1927/1928
Mittlerweile hatten sich die Umdrehungen der Motoren von etwa 1200 bis 1500 pro Minute (Stand um 1920) auf bis zu 3000 pro Minute erhöht. Andererseits gibt es Hinweise, dass die Kraftfahrzeughersteller die Höchstzahl der Umdrehungen bewusst zu niedrig angaben, um dem Käufer Steuern zu sparen: Wie viele Umdrehungen der Motor wirklich schaffte, ohne Schaden zu nehmen, konnte der inspecteur des mines eigentlich nicht feststellen. Außerdem war es zur Stärkung der Volkswirtschaft wünschenswert, dass die Zahl der Automobile zunahm und die Bürger nicht durch zu hohe steuerliche Belastung abgeschreckt wurden. Das Finanzministerium bestimmte daher mit Rundschreiben (circulaire) vom 11. April 1927 und 1. September 1928, künftig die Kraftfahrzeuge mit folgenden (fiktiven) Umdrehungen zu besteuern:
PKW: 30/Sekunde = 1800/min.
Lieferwagen bis 2500 kg Fahrgestell-Gewicht: 25/Sekunde = 1500/min.
LKW mit über 2500 kg Fahrgestell-Gewicht: 20/Sekunde = 1200/min.
Der bisher je nach Zylinderzahl unterschiedliche Faktor K wurde jetzt einheitlich mit 0,00015 bestimmt.
Schon kurz vorher war bei Fahrzeugen mit Holzgas-Generator bei der Berechnung der CV fiscaux das nach der Formel von 1913 errechnete Ergebnis mit 0,7 zu multiplizieren, ab Oktober 1932 galt die gleiche Formel auch für Kraftfahrzeuge mit Dieselmotor. Vor 1932 gebaute Diesel-LKW wurden auf Antrag entsprechend zurückgestuft.
Für Motorräder wurde folgende Formel festgelegt:
bis 125 cm³ Hubraum    1 CV
über 125 bis 175 cm³   2 CV
über 175 bis 250 cm³   3 CV
über 250 bis 350 cm³   4 CV
über 350 bis 500 cm³   5 CV
darüber 1 weitere CV für jede weiteren 125 cm³.

### 1957
1957 trat die Berechnung der Steuerklasse nach folgender Formel in Kraft:
{\displaystyle P_{\text{f}}=K\times n\times D^{2}\times L\times n}
- {\displaystyle K} = 0,00015
- n die Anzahl der Zylinder
- D der Kolbendurchmesser in cm
- L der Kolbenhub in cm
- n ein Drehzahlfaktor

Einfacher zu errechnen anhand der Faustformel „Hubraum multipliziert mit 5,7294“ (bzw. 4,0106 für Dieselmotoren).

### 1977
Von 1977 an galt eine neue Formel:
{\displaystyle P_{\text{f}}=m\left(0{,}0458{\frac {V}{K}}\right)^{1{,}48}}
- m ist dabei abhängig von der Motorart 1 für Ottomotoren und 0,7 für Dieselfahrzeuge
- V bezeichnet den Hubraum
- K ist ein arithmetischer Mittelwert aus vier Geschwindigkeitskoeffizienten

### 1998
Seit 1998 liegen der Berechnung ausschließlich der Kohlenstoffdioxidausstoß in Gramm pro Kilometer und die Motorleistung {\displaystyle P} in Kilowatt zugrunde:
{\displaystyle P_{\text{f}}=\mathrm {{\frac {Emission}{45}}+\left({\frac {P}{40}}\right)^{1{,}6}} }

### 2020
Seit Januar 2020 berechnen sich die Steuer-PS nur noch aus der Motorleistung. Allerdings ist für die Berechnung der Kraftfahrzeugsteuer neben den Steuer-PS auch der Kohlenstoffdioxidausstoß maßgeblich.
{\displaystyle P_{A}=0{,}00018\times P^{2}+0{,}0387\times P+1{,}34}
Dabei gilt:
- {\displaystyle P} Maximale Leistung in Kilowatt (kW)
- {\displaystyle P_{A}} Die steuerliche Leistung in cv, aufgerundet[4]

### Zweiräder
Für Zweiräder gibt es eine eigene CV-Tabelle, in der die Werte ausschließlich in Abhängigkeit vom Hubraum festgelegt sind.

## CV in Belgien
In Belgien sind die CV allein anhand des Hubraums festgelegt:
- von 0 bis 750 cm³: 4
- von 751 bis 950 cm³: 5
- von 951 bis 1150 cm³: 6
- von 1151 bis 1350 cm³: 7
- von 1351 bis 1550 cm³: 8
- von 1551 bis 1750 cm³: 9
- von 1751 bis 1950 cm³: 10
- von 1951 bis 2150 cm³: 11
- von 2151 bis 2350 cm³: 12
- von 2351 bis 2550 cm³: 13
- von 2551 bis 2750 cm³: 14
- von 2751 bis 3050 cm³: 15
- von 3051 bis 3250 cm³: 16
- von 8851 bis 9050 cm³: 40